# Traumatismo craniano
O traumatismo craniano é um tipo de contusão ou ainda lesão na cabeça, pode ocorrer imediatamente ou se desenvolver lentamente no decorrer de várias horas, podendo ainda constituir-se num traumatismo cranioencefálico.
A maior parte das lesões cranianas são de menor importância pois o crânio propicia uma considerável proteção ao cérebro contra lesões. A maioria das lesões na cabeça é considerada leve, mas pode ser um problema grave.
As causas mais comuns das lesões na cabeça incluem os acidentes de trânsito, acidentes de trabalho, quedas, violência física e acidentes em casa. 
Se uma criança começa a brincar ou a correr imediatamente após um golpe na cabeça, é provável que não haja uma lesão grave. No entanto, ainda assim, deve-se observar atentamente a criança no dia seguinte, pois algumas vezes os sintomas de uma lesão podem ser retardados.
Mesmo que o crânio não esteja fraturado, o cérebro pode bater contra a parte interna do crânio e ser danificado. Se houver sangramento dentro do crânio, poderão surgir complicações posteriores. Desta forma deve-se sempre procurar um médico.
As consequências podem variar, desde uma recuperação completa até morte.

## Epidemiologia
O traumatismo cranioencefálico é uma constante no mundo de hoje, mundo esse cada vez mais industrializado e motorizado. Os números estatísticos dessa doença são no mínimo desanimadores: 10 milhões de casos somente nos EUA anualmente dos quais 20% são sérios o bastante para causar lesão cerebral. 
Em 2010, os Centros de Controle e Prevenção de Doenças (CDC) estima que os TCs ocasionaram aproximadamente 2,5 milhões de intervenções (visitas, hospitalizações e mortes) do pronto atendimento (PA)  nos Estados Unidos, seja como lesão isolada ou em associação com outras lesões. 
Como não bastasse, grande parte dos acidentados estão no ápice de atividade vital, sendo que dentre os homens abaixo de 35 anos, a maior causa de morte é o acidente de trânsito dos quais 70% envolvem traumatismo craniano e medular.
As principais maneiras de diminuição da morbidade e mortalidade dessa doença têm sido conseguidas através de programas nacionais de prevenção aos acidentes de trânsito e pela maior capacitação de pessoal especializado no resgate de acidentados, visando diminuir ao máximo as lesões devidas ao transporte inapropriado o que muitas vezes é o responsável por transformar uma lesão reversível em irreversível.
É estimado que por volta do ano 2020, os acidentes de trânsito serão a terceira causa de perda de anos por incapacidade física em todo mundo. 

## Clínica médica
No que diz respeito ao tratamento das lesões propriamente ditas e aos processos de reabilitação, há, no momento, várias formas e protocolos utilizados pelos diversos serviços ao longo do globo, entretanto, não há um consenso sobre qual deles oferece a melhor terapêutica. Caso se conseguisse uma melhor revisão desses métodos de tratamento, avaliando seus benefícios e malefícios, uma melhor conduta terapêutica poderia ser escolhida e assim, milhares de pessoas em todo mundo poderiam se beneficiar.
Foi justamente pensando nisto, que o Dr. Ian Roberts, epidemiologista do Child Health Institute (Instituto de Saúde da Criança) de Londres, juntamente com sua equipe, realizou um estudo com o intuito de analisar os diversos estudos já publicados no meio médico sobre o tema em questão e avaliar não somente as conclusões dos mesmos, mas principalmente a forma como foram feitos, visto que esse último parâmetro é o maior responsável pela qualidade das conclusões adquiridas e posteriormente seguidas na prática médica.

### O estudo
Para que se possa confiar nas conclusões de estudos científicos, é importante que os mesmos sejam feitos com o menor teor de erros estatísticos possíveis, os quais são chamados de bias. Como exemplo do caso em questão, estudos sobre tratamentos de trabalho ou esforço
– grupo controle e grupo a ser testado – tenha duas populações homogêneas.
Somente dessa forma pode-se considerar que os resultados obtidos através do uso de meios terapêuticos estudados no grupo teste, são realmente fidedignos, ou seja, seriam também conseguidos se fossem realizados no grupo controle.
Assim sendo, foram selecionados todos os trabalhos com controles aleatorizados sobre intervenções no tratamento e reabilitação do trauma cranioencefálico presentes no banco de dados do Cochrane Institute (instituição reconhecida mundialmente, especializada na análise de trabalhos aleatorizados) publicados antes de Dezembro 1998. Foram utilizados 208 trabalhos escolhidos entre 370 artigos, dentro dos quais participaram 16.613 pacientes.
A média de participantes por trabalho foi de 82. O maior trabalho –1.156 participantes – tinha como conduta dar informações adicionais, orientações e suporte aos pacientes. O maior trabalho utilizando um medicamento teve 1.120 pacientes, e o medicamento mais utilizado em todos os trabalhos foi o corticosteroide – um hormônio que é natural dos seres humanos e que está relacionado com a diminuição de processos inflamatórios que podem vir a danificar ainda mais as áreas previamente lesadas.

### Resultados
Apesar de saber-se que um número muito pequeno de pacientes se beneficiam com o tratamento de lesões cranioencefálicas (no máximo 5%), dentro dos vários milhões de casos por ano em todo mundo, alguns milhares se beneficiariam, o que é uma população razoavelmente significativa.
Devido ao pequeno número de participantes nos trabalhos, não se conseguiu uma avaliação dos resultados pois 5% de um número pequeno é difícil de ser contabilizado. Por exemplo, para cada categoria de agente terapêutico o total do número de participantes foi no máximo por volta de um a três mil.
Por isso, mesmo reunindo os resultados dos trabalhos que utilizaram a mesma droga, o número de pacientes é muito pequeno para se confirmar ou refutar tal medida terapêutica. Soma-se a isto o fato de que as medidas farmacológicas utilizadas atualmente no tratamento do trauma cranioencefálico não tem benefício comprovado.
Para se ter uma ideia, o total de participantes em todos esses trabalhos – 16.613 – é menor do que o número de participantes em trabalhos individuais sobre infarto cardíaco ou derrame cerebral.
Outro fator que diminui ainda mais a veracidade dos resultados obtidos nesses trabalhos é o fato de que os parâmetros para a divisão aleatória dos dois grupos de pacientes a serem estudados estavam ausentes em uma grande parte dos trabalhos. Fato esse que diminui a chance de terem sido estudados dois grupos homogêneos.

## Dificuldades / perspectivas
Atualmente, como vimos, muitos milhões de pessoas sofrem traumatismos cranioencefálicos, que muitas vezes também vêm acompanhados de traumas medulares, sendo que existem, infelizmente, poucos tratamentos com benefícios comprovados.
Se por exemplo, houvesse um tratamento capaz de beneficiar 5% dessa população, o tratamento de um milhão de indivíduos iria proteger 50.000 pessoas da morte e/ou da incapacidade física. Uma das formas de se conseguir conclusões fidedignas sobre tratamentos seria através da realização de grandes estudos aleatorizados e controlados, onde os resultados estariam mais perto de salvar milhares de pessoas em todo mundo.
O que faz com que os grupos de médicos que trabalham com traumatismo cranioencefálico tenham um número tão pequeno de pacientes passíveis de serem alocados em estudos terapêuticos? Um dos fatores pode ser a falta de verba para tais pesquisas, visto que grande parte da verba é direcionada para estudos nas áreas de doenças cardiovasculares e câncer por exemplo.
Outro fator é que devido ao fato de existir uma grande parte de pacientes inconscientes, não há como se conseguir legalmente a permissão dos mesmos para sua participação nesses estudos, o que ultimamente, tem sido reavaliado por instituições afins, podendo num futuro próximo, haver modificações no que diz respeito às legislações vigentes sobre a condução de estudos clínicos em situações de emergência.